# Hockenheim
Hockenheim er en by i den tyske delstat Baden-Württemberg, omkring 20 km syd for Mannheim. Byen har cirka 20.000 indbyggere. Hockenheim er bedst kendt for racerbanen Hockenheimring som blev bygget i 1932, som årligt bliver brugt til blandt andet Formel 1.

## Galleri
- Rådhuset
- Den lutherske kirke